# 大阪府道253号岡田浦停車場線
大阪府道253号岡田浦停車場線（おおさかふどう253ごう おかだうらていしゃじょうせん）は、大阪府泉南市を通る一般府道である。

## 概要
泉南市岡田3丁目から泉南市岡田5丁目に至る。
大阪府道252号大苗代岡田浦停車場線の流れを引き継ぎ、全線が起点から終点方向への一方通行路であり、道幅は狭く、交通量もほとんどない道路であるが、沿線に鉄道駅や小学校があるため、通行する際は児童の交通などに注意する必要がある。

### 路線データ
- 起点：大阪府泉南市岡田3丁目（南海本線岡田浦駅前、大阪府道252号大苗代岡田浦停車場線終点）
- 終点：大阪府泉南市岡田5丁目（大阪府道250号鳥取吉見泉佐野線交点）
- 総延長：205 m

## 地理

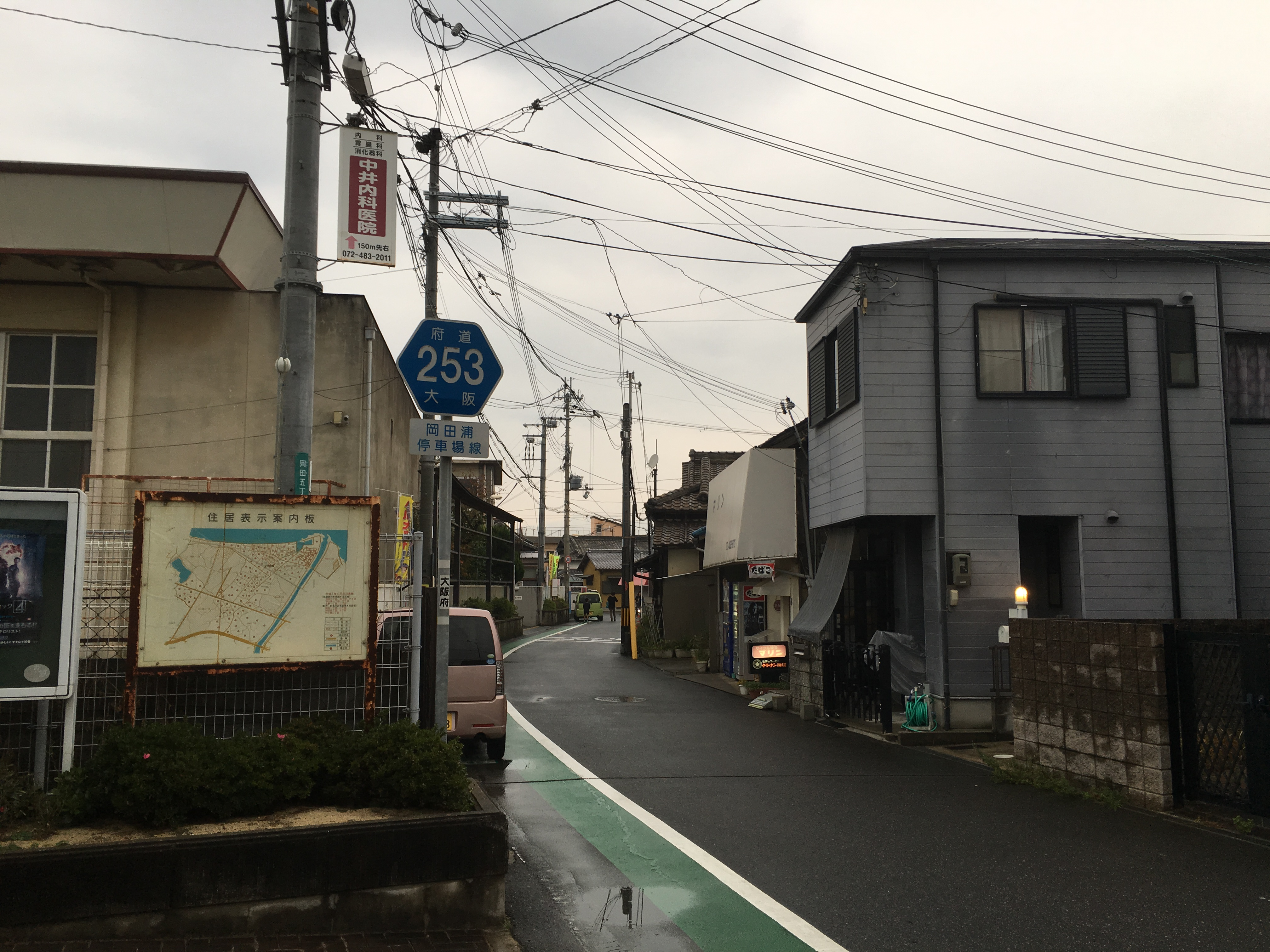
大阪府道253号岡田浦停車場線
大阪府泉南市岡田五丁目

### 通過する自治体
- 大阪府
  - 泉南市

### 交差する道路
| 交差する道路                      | 交差する場所 | 交差する場所 |
| --------------------------------- | ------------ | ------------ |
| 大阪府道252号大苗代岡田浦停車場線 | 岡田3丁目    | 起点         |
| 大阪府道250号鳥取吉見泉佐野線     | 岡田5丁目    | 終点         |

### 交差する鉄道
- 南海本線

### 沿線
- 南海本線 岡田浦駅
- 泉南市立西信達小学校